# Arcuphantes ephippiatus
Espèce
Arcuphantes ephippiatus est une espèce d'araignées aranéomorphes de la famille des Linyphiidae.

## Distribution
Cette espèce est endémique de Corée du Sud.

## Publication originale
- Paik, 1985 : The fifth new species of the genus Arcuphantes (Araneae: Linyphiidae) from Korea. Journal of Institute for Natural Sciences, Keimyung University, vol. 4, no 1, p. 87-90.